# París-Niza 1966
La París-Niza 1966 fue la 24.ª edición de la París-Niza, que se disputó entre el 8 y el 15 de marzo de 1966. La cursa fue ganada por el francés Jacques Anquetil, del equipo Ford France, por delante Raymond Poulidor (Mercier-BP) y Vittorio Adorne (Salvarani). Gilbert Bellone (Mercier-BP) se llevó la clasificación de la montaña, Gianni Marcarini (Kamome-Dilecta) ganó la clasificación por puntos y el conjunto Ford France la de equipos.

## Participantes
En esta edición de la París-Niza tomaron la salida 80 corredores divididos en 10 equipos: Ford France, Molteni, Mercier-BP, Pelforth-Sauvage-Lejeune, Peugeot-BP-Michelin, Televizier, Salvarani, Solo-Superia Kamome-Dilecta y Grammont-Tigra. La prueba la acabaron 44 corredores.

## Resultados de las etapas
| Etapas                 | Fecha       | Recorrido                      | Km       | Vencedor de etapa   | Líder de la general |
| ---------------------- | ----------- | ------------------------------ | -------- | ------------------- | ------------------- |
| 1.ª etapa              | 8 de marzo  | Montereau-Auxerre              | 143.2 km | Adriano Durante     | Adriano Durante     |
| 2.ª etapa, 1.er sector | 9 de marzo  | Avallon-Montceau-les-Mines     | 141 km   | Vittorio Adorne     | Eddy Merckx         |
| 2.ª etapa, 2.º sector  | 9 de marzo  | Montceau-les-Mines-Mâcon       | 66.5 km  | Jean Claude Annaert | Roger Pingeon       |
| 3.ª etapa              | 10 de marzo | Mâcon-Saint-Étienne            | 175 km   | Rudi Altig          | Roger Pingeon       |
| 4.ª etapa              | 11 de marzo | Saint-Étienne-Bagnols-sur-Cèze | 205 km   | Rik van Looy        | Désiré Letort       |
| 5.ª etapa              | 12 de marzo | Bagnols-sur-Cèze-Marignane     | 157 km   | Albertus Geldermans | Désiré Letort       |
| 6.ª etapa, 1.er sector | 13 de marzo | Bastia -Bastia                 | 67 km    | Luciano Armani      | Désiré Letort       |
| 6.ª etapa, 2.º sector  | 13 de marzo | Casta-L'Île-Rousse (CRI)       | 35.7 km  | Raymond Poulidor    | Raymond Poulidor    |
| 7.ª etapa              | 14 de marzo | L'Île-Rousse-Ajaccio           | 155 km   | Michele Dancelli    | Raymond Poulidor    |
| 8.ª etapa              | 15 de marzo | Antibes-Niza                   | 146 km   | Jacques Anquetil    | Jacques Anquetil    |

## Etapas

### 1ª etapa
8-03-1966. Montereau-Auxerre, 143.2 km.
|   | Ciclista         | Equipo              | Tiempo     |
| - | ---------------- | ------------------- | ---------- |
| 1 | Adriano Durante  | Salvarani           | 3h 36' 37" |
| 2 | Michele Dancelli | Molteni             | m. t.      |
| 3 | Eddy Merckx      | Peugeot-BP-Michelin | m. t.      |

### 2.ª etapa,1.ersector
9-03-1966. Avallon-Montceau-les-Mines 141 km.
|   | Ciclista        | Equipo       | Tiempo     |
| - | --------------- | ------------ | ---------- |
| 1 | Vittorio Adorne | Salvarani    | 3h 53' 54" |
| 2 | Rik van Looy    | Solo-Superia | m. t.      |
| 3 | Arie den Hartog | Ford France  | m. t.      |

### 2.ª etapa, 2.º sector
9-03-1966. Montceau-les-Mines-Mâcon 66.5 km.
|   | Ciclista            | Equipo              | Tiempo     |
| - | ------------------- | ------------------- | ---------- |
| 1 | Jean Claude Annaert | Ford France         | 1h 50' 36" |
| 2 | Paul Gutty          | Grammont-Tigra      | m. t.      |
| 3 | Roger Pingeon       | Peugeot-BP-Michelin | m. t.      |

### 3.ª etapa
10-03-1966. Mâcon-Saint-Étienne, 175 km.
|   | Ciclista         | Equipo      | Tiempo     |
| - | ---------------- | ----------- | ---------- |
| 1 | Rudi Altig       | Molteni     | 4h 18' 32" |
| 2 | Jacques Anquetil | Ford France | + 3"       |
| 3 | Luciano Armani   | Salvarani   | m. t.      |

### 4.ª etapa
11-03-1966. Saint-Étienne-Bagnols-sur-Cèze, 205 km.
|   | Ciclista              | Equipo              | Tiempo     |
| - | --------------------- | ------------------- | ---------- |
| 1 | Rik van Looy          | Solo-Superia        | 4h 49' 10" |
| 2 | Bernard Vandekerkhove | Ford France         | + 1"       |
| 3 | Désiré Letort         | Peugeot-BP-Michelin | + 4"       |

### 5.ª etapa
12-03-1966. Bagnols-sur-Cèze-Marignane, 157 km.
|   | Ciclista            | Equipo       | Tiempo     |
| - | ------------------- | ------------ | ---------- |
| 1 | Albertus Geldermans | Molteni      | 3h 45' 57" |
| 2 | Rik van Looy        | Solo-Superia | + 52"      |
| 3 | Vittorio Adorne     | Salvarani    | m. t.      |

### 6.ª etapa,1.ersector
13-03-1966. Bastia-Bastia, 67 km.
|   | Ciclista        | Equipo      | Tiempo      |
| - | --------------- | ----------- | ----------- |
| 1 | Luciano Armani  | Salvarani   | 2 h 01' 57" |
| 2 | Rudi Altig      | Molteni     | + 1' 11"    |
| 3 | Arie den Hartog | Ford France | m. t.       |

### 6.ª etapa, 2.º sector
13-03-1966. Casta-La Île-Rousse, 35.7 km. CRI
|   | Ciclista         | Equipo      | Tiempo   |
| - | ---------------- | ----------- | -------- |
| 1 | Raymond Poulidor | Mercier-BP  | 49' 15"  |
| 2 | Jacques Anquetil | Ford France | + 36"    |
| 3 | Vittorio Adorne  | Salvarani   | + 1' 17" |

### 7.ª etapa
14-03-1966. L'Île-Rousse-Ajaccio, 155 km.
|   | Ciclista          | Equipo    | Tiempo     |
| - | ----------------- | --------- | ---------- |
| 1 | Michele Dancelli  | Molteni   | 4h 36' 45" |
| 2 | Arnaldo Pambianco | Salvarani | + 19"      |
| 3 | Luciano Armani    | Salvarani | + 38"      |

### 8.ª etapa
15-03-1966. Antibes-Niza, 167 km.
Llegada situada en el Paseo de los Ingleses. Anquetil ataca de forma continua a Poulidor en la Tourette hasta que consigue irse en solitario hasta la meta para ganar la etapa y su quinta y última París-Niza.
|   | Ciclista         | Equipo              | Tiempo     |
| - | ---------------- | ------------------- | ---------- |
| 1 | Jacques Anquetil | Ford France         | 4h 12' 41" |
| 2 | Winfried Boelke  | Peugeot-BP-Michelin | + 1' 17"   |
| 3 | Huub Zilverberg  | Televizier          | + 1' 20"   |

## Clasificaciones finales

### Clasificación general
|    | Ciclista          | Equipo                   | Tiempo      |
| -- | ----------------- | ------------------------ | ----------- |
| 1  | Jacques Anquetil  | Ford France              | 34h 02' 01" |
| 2  | Raymond Poulidor  | Mercier-BP               | + 48"       |
| 3  | Vittorio Adorne   | Salvarani                | + 1' 47"    |
| 4  | Eddy Merckx       | Peugeot-BP-Michelin      | + 2' 03"    |
| 5  | Arie den Hartog   | Ford France              | + 2' 41"    |
| 6  | Rudi Altig        | Molteni                  | + 3' 10"    |
| 7  | Paul Gutty        | Grammont-Tigra           | + 3' 46"    |
| 8  | Désiré Letort     | Peugeot-BP-Michelin      | + 4' 32"    |
| 9  | Roger Milliot     | Pelforth-Sauvage-Lejeune | + 4' 52"    |
| 10 | Arnaldo Pambianco | Salvarani                | + 6' 28"    |

## Evolución de las clasificaciones
| Etapa(Vencedor)                          | Clasificación general |
| ---------------------------------------- | --------------------- |
| Etapa 1 (Adriano Durante)                | Adriano Durante       |
| Etapa 2, 1r sector (Vittorio Adorne)     | Eddy Merckx           |
| Etapa 2, 2n sector (Jean Claude Annaert) | Roger Pingeon         |
| Etapa 3 (Rudi Altig)                     | Roger Pingeon         |
| Etapa 4 (Rik van Looy)                   | Désiré Letort         |
| Etapa 5 (Albertus Geldermans)            | Désiré Letort         |
| Etapa 6, 1r sector (Luciano Armani)      | Désiré Letort         |
| Etapa 6, 2n sector (Raymond Poulidor)    | Raymond Poulidor      |
| Etapa 7 (Michele Dancelli)               | Raymond Poulidor      |
| Etapa 8 (Jacques Anquetil)               | Jacques Anquetil      |